# Capilla de la Transfiguración
La Capilla de la Transfiguración o bien la Capilla de la Transfiguración del Señor es el nombre que recibe un edificio religioso que forma parte de la nunciatura apostólica de la Santa Sede en la ciudad de Asjabad, la capital del país asiático de Turkmenistán.
Después de la destrucción de todos los templos católicos en esa localidad por parte de las autoridades comunistas durante la época de la Unión Soviética en Turkmenistán, las actividades de la iglesia católica en esa nación estuvieron muy limitadas o prohibidas oficialmente. 
Tras la caída del comunismo en la década de 1990 se hicieron esfuerzos para conseguir la aprobación de las autoridades locales para la reapertura de los lugares de culto católicos, como parte de esos esfuerzos la nunciatura logró abrir una capilla que es el centro de Reunión de los católicos en esa ciudad, hasta que logre construirse un iglesia fuera de la protección que otorga la nunciatura o embajada del vaticano en Turkmenistán.
Los servicios religiosos se ofrecen tanto en ruso como en inglés. El nombre de la iglesia se debe a la desaparecida Iglesia de la Transfiguración del Señor que fue destruida en 1932.